# Östersund
Östersund ([œstɛˈʂɵnːd]ⓘ) es una ciudad en la región media de Suecia, capital de la provincia de Jämtland. La ciudad se fundó en 1786 y de 1893 a 2006 fue una de las principales plazas militares del país. Las principales atracciones turísticas son el parque zoológico de Frösön, el museo Jamtli y la casa-museo del músico Wilhelm Peterson-Berger.
Östersund es también la capital de la provincia de Jämtland y es así que el gobernador de la provincia reside en esta ciudad. Debido al movimiento de independencia que florece hoy en día en Jämtland, muchos nativos de las distintas etnias ven al puesto de gobernador como un "puesto intrusivo de los suecos" (?!). Incluso sus sentimientos hacia el cuerpo central de Gobierno en Estocolmo son un tanto fríos, debido al hecho de que el proyecto Social Demócrata Folkhemmet no llenó las expectativas de esta provincia, que es principalmente agricultora. Sin embargo este movimiento independentista es considerado más bien como un movimiento irónico que subraya las diferencias entre el desarrollo industrial del centro de Suecia y el carácter de las provincias periféricas despobladas basadas en la industria forestal, la energía hidroeléctrica y la agricultura.

## Presente
Durante los años recientes, Östersund ha evolucionado de ser una ciudad de guarnición para las fuerzas armadas de Suecia, a ser una ciudad cuyos empleadores principales son las ramas gubernamentales de Educación y Administración. Östersund alberga uno de los múltiples campus de la Universidad de la Suecia Central (Mittuniversitetet). Varias administraciones estatales se han instalado en la ciudad también.
Existe un pequeño aeropuerto internacional en Frösön a unos 10 km del centro de la ciudad.
La ciudad imprime periódicos locales que se distribuyen a lo largo de Jämtland, Östersundsposten y Länstidningen.
Hay algunos sitios históricos que se encuentran en la ciudad:
- La piedra rúnica más septentrional de Suecia, Frösöstenen.
- El Museo de Jamtli que cuenta con áreas de exhibición en interiores y exteriores con edificios antiguos de Jämtländ (similares al Museo Skansen de Estocolmo). Uno de sus principales atractivos es un juego de tapetes (Överhogdalstapeten) que datan de 800-1100 d. C.
- La iglesia de Frösön que data del siglo XIII.
- Los remanentes del Frösö redutt, que hasta 1821 fue la fortificación más importante de Jämtland.
- La Villa de Sommarhagen, que fue construida con el estilo Nacional Romántico, originalmente bajo la tutela del compositor Wilhelm Peterson-Berger.
- La reserva natural en la isla de Andersön donde se encuentran las ruinas de la iglesia Sunne, construida en el siglo XII.

## Geografía
Östersund es la única ciudad en su provincia y se localiza en las orillas del lago Storsjön, el quinto lago más grande de Suecia. La ciudad se extiende a lo largo de las vertientes del lago, la parte central de la ciudad queda de cara a la isla de Frösön. Hoy en día, una buena parte de la población de la ciudad vive en las laderas de la isla que dan hacia el centro de la ciudad.

### Clima
Debido a su elevada latitud (cerca del círculo polar ártico) y a su relativa lejanía del mar, el clima de
Östersund es frío y riguroso. Tiene un clima subártico (Köppen: Dfc) y se encuentra en el extremo norte de la zona de clima templado del norte. Los vientos fríos del Ártico que ocasionalmente llegan a la ciudad se llaman localmente nordvästan (el noroeste) o kallvästan (el frío del oeste).
Sin embargo, el clima invernal es mucho más cálido que en la mayoría de los lugares en latitudes similares. Esto se debe a la Corriente del Golfo y los muchos pasos en la cordillera de Kjolen (en la frontera con Noruega), que traen vientos más cálidos desde el Atlántico hacia la ciudad durante los largos inviernos. Este carácter algo marítimo también hace que los veranos en la ciudad sean bastante frescos, en comparación con otras ciudades del interior de Escandinavia, que tienen un clima más continental con inviernos fríos y veranos cálidos.

## Historia
Históricamente, Frösön fue el principal centro de habitantes en Jämtland, pero cuando la ciudad de Östersund se fundó en 1786, Frösön empezó a perder gradualmente su posición como centro administrativo y mercantil. Su estatus le fue entregado por el rey Gustavo III de Suecia.
La ciudad de Östersund se desarrolló lentamente durante sus primeros 100 años de vida, pero se empezó a expandir rápidamente después de la llegada de los ferrocarriles en 1879. En 1971 el entonces llamado pueblo de Östersund se unió con cuatro aldeas a su alrededor, para formar lo que hoy en día es el municipio.
Durante un largo periodo fue una ciudad basada en la administración del condado y una fuerte presencia militar. Las siguientes instalaciones militares fueron colocadas en Östersund por el gobierno sueco:
- Regimiento de Artillería de Norrland (A4), fundado en 1892.
- Regimiento de Infantería de Campo de Jemtia (I5), restablecido en 1927.
- El Ala de Jämtland de la Fuerza Aérea (F4), establecida en 1926.
- La Academia Militar de Östersund (MHS Ö).

Hoy en día, sin embargo, todas las instalaciones militares importantes que habían soportado la economía de la ciudad, se han disuelto. El 31 de diciembre de 1998 el Regimiento de Artillería se desmanteló, y el 31 de diciembre de 2004 la Base Aérea fue cerrada, mientras que el Regimiento de Infantería se empezó a desinstalar en la misma fecha. La Academia Militar fue desbandada en junio de 2005.

## Actividades recreativas
El estadio de esquí de fondo que se encuentra a dos kilómetros del centro de la ciudad, se considera como uno de los mejores en Suecia. El estadio está reconocido internacionalmente también debido a la topografía de sus pistas de esquí, el sistema compacto de pistas y por el hecho de que Östersund es usualmente un lugar confiable para que nieve durante los meses de invierno. Varias carreras mundiales de biatlón se han llevado a cabo en el estadio, además de numerosos campeonatos nacionales de esquí nórdico.
Östersund fue la sede del Campeonato Mundial de Biatlón en 1970 y 2008.
En asociación con el municipio vecino de Åre, tenía planes de ser el candidato en Suecia para la organización de los 23.º Juegos Olímpicos de Invierno en 2014, pero dicha candidatura fue rechazada por el gobierno. Representó el cuarto intento de esta ciudad, después de haberlo hecho en 1994, 1998 y 2002.

## Galería

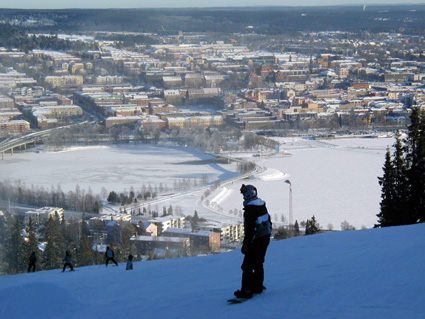
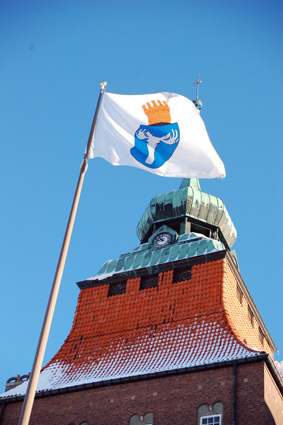
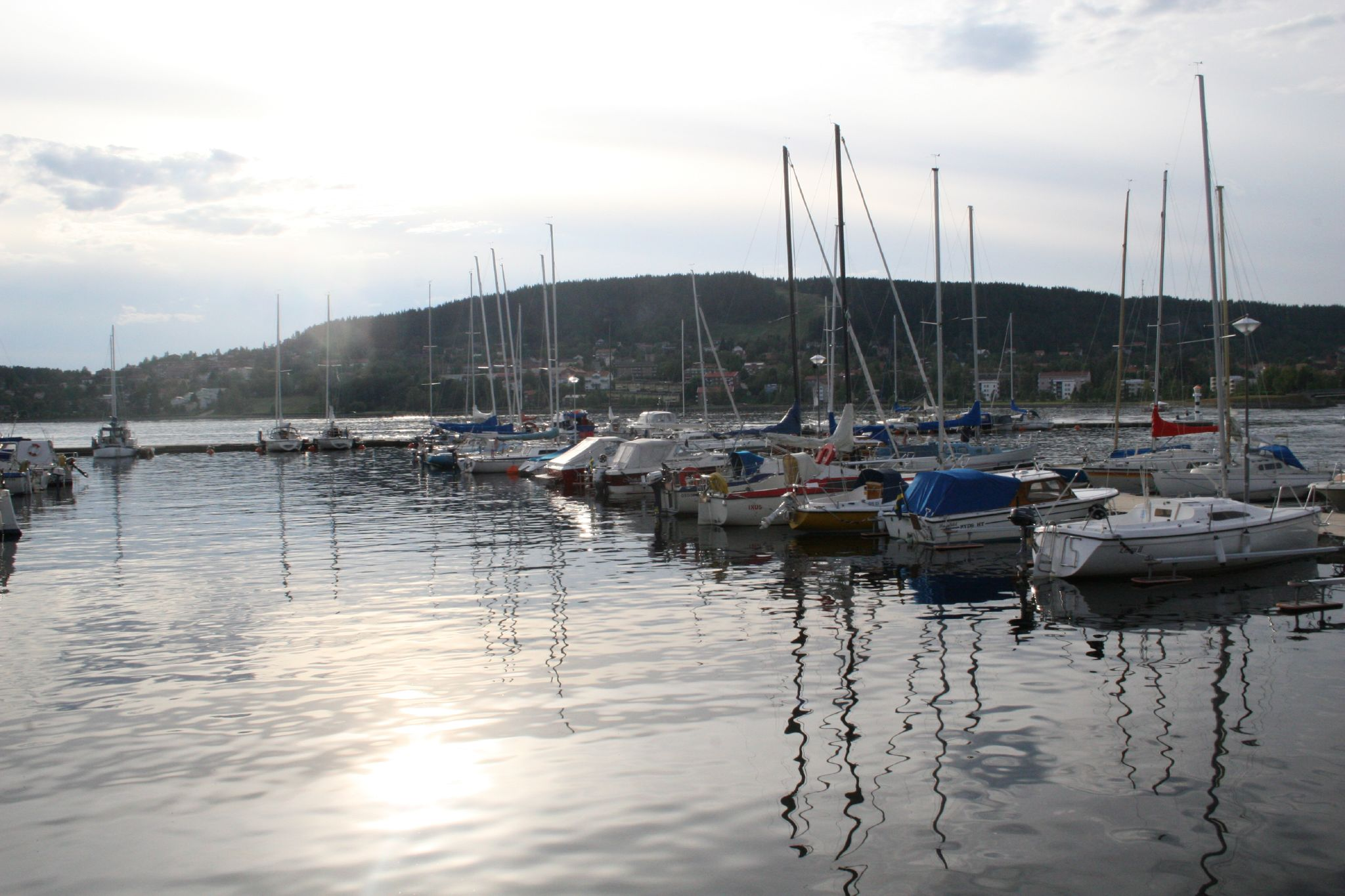
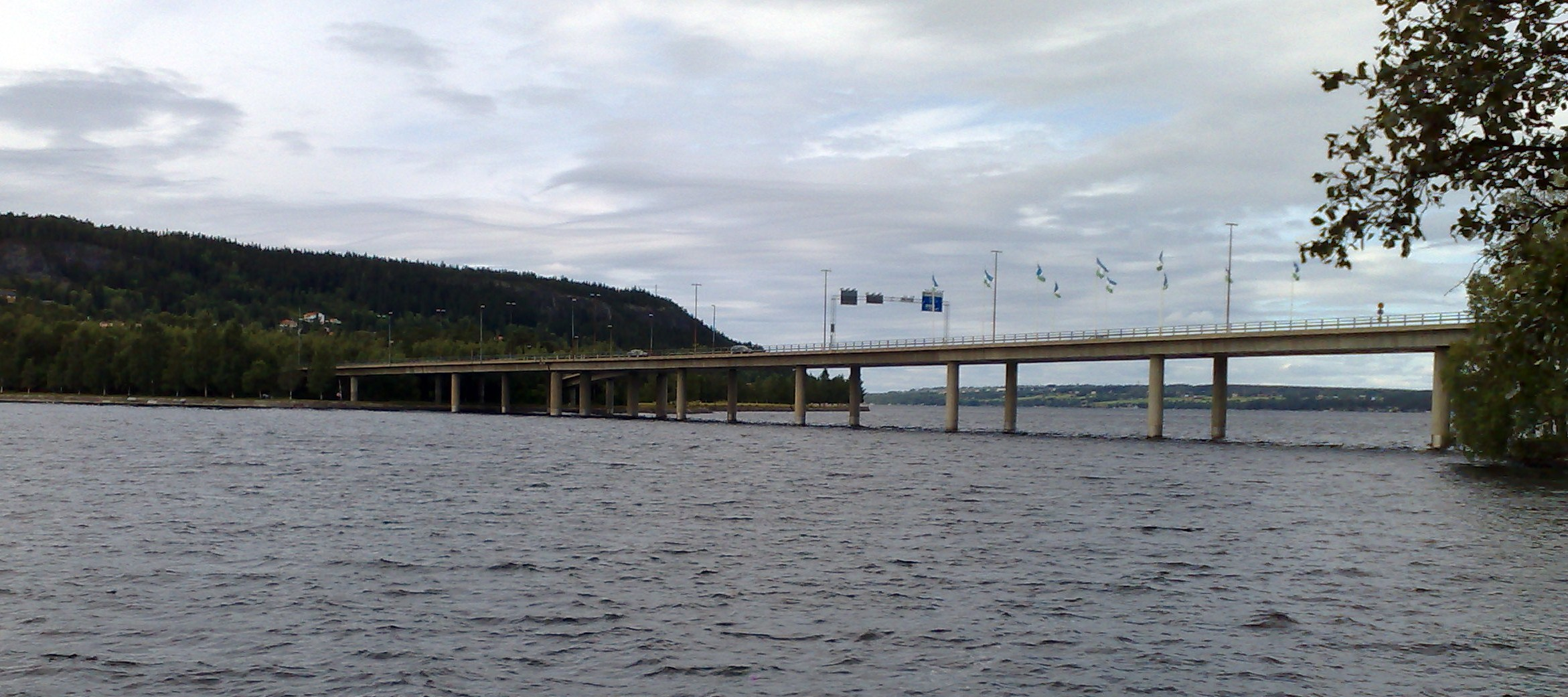
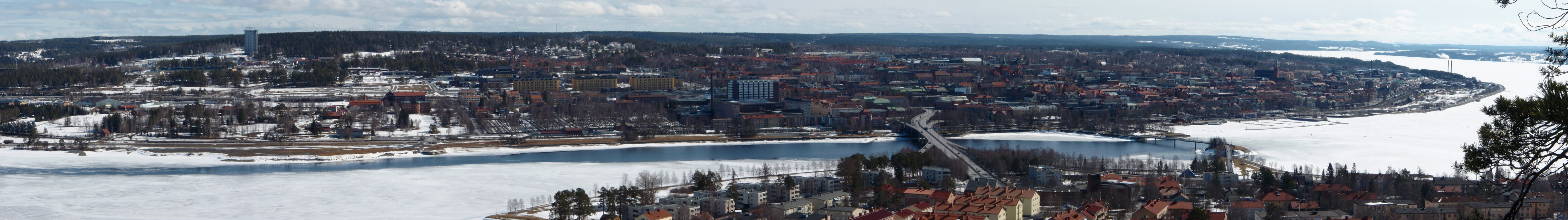

## Demografía
| Gráfica de evolución de Östersund entre 1960 y 2020 |
|                                                     |